# A270 (Russland)
Die A270 ist eine Fernstraße in Russland und Teil der Europastraße E40 und E50.
Zur Zeit der Sowjetunion führte M19 von Kiew über Charkiw nach Schachty bei Rostow am Don. Der russische Teil von der ukrainischen Grenze nach Schachty trug die Bezeichnung M19 noch bis 2010. Der ukrainische Teil erhielt schon früher die Nummer M 03.

## Verlauf
0 km – ukrainische Grenze
15 km – Nowoschachtinsk
33 km – Einmündung auf die M 4 (E 115) bei Schachty

## Verlauf der M19 bis 1991
0 km – Kiew, M20 (E 95), M17 (E 40), A 255, A 285
39 km – Boryspil, Internationaler Flughafen Kiew-Boryspil
90 km – Jahotyn
126 km – Abzweigung der Straße nach Schramkiwka
Oblast Poltawa
155 km – Pyrjatyn
200 km – Lubny
244 km – Chorol
280 km – Podil
306 km – Reschetyliwka
340 km – Poltawa, A 287
363 km – Abzweigung nach Krasnohrad zur M 2 (E 105) (nach Dnipro)
390 km – Tschutowe
Oblast Charkiw
418 km – Walky
474 km – Charkiw, Querung der M 2 (E 105)
509 km – Tschuhujiw
535 km – Wolochiw Jar
589 km – Isjum
Oblast Donezk
634 km – Slowjansk
679 km – Bachmut (Artemiwsk)
722 km – Debalzewe, Querung der M 21 (E 40)
Oblast Luhansk
766 km – Krasnyj Lutsch
781 km – Antrazyt
843 km – RUSSLAND, Oblast Rostow
858 km – Nowoschachtinsk
876 km – Einmündung auf die M 4 (E 115) bei Schachty